# Smaug
Smaug, a sárkány J. R. R. Tolkien A hobbit című művének egyik antihőse, a történet fő konfliktusát jelentő kincs őrizője.

## Története
Smaug Ered Mithrinből kerekedett fel a harmadkor 2770-ik évében, miután tudomást szerzett az erebori törpök gazdagságáról. Elűzte Thror népét a Magányos-hegyben fekvő Ereborból, a hegy lábánál elterülő kereskedővárost, az emberek lakta Suhatagot lerombolta, urát, Giriont pedig megölte. Ezután bevette magát a hegy belsejébe. Erebor termeinek minden kincsét összehordta egy kupacba és azon pihent, az évek alatt pedig a sok arany és drágakő bőréhez tapadt egyetlen helyet kivéve, így szinte sebezhetetlenné vált. Százhetvenegy évig őrizte a kincset a hegy szívében, amíg meg nem érkezett Thrór unokája, Tölgypajzsos Thorin társaival. A küldetésben segítségükre van Szürke Gandalf, aki azért indította útjára a törpöket, mert attól tartott, hogy az ekkor még semleges Smaug a későbbiekben átállhat a visszatérő Sötét Úr, Sauron oldalára.
A törpök a hobbit Zsákos Bilbót küldték le, akinek a szagát a sárkány nem ismerhette. Bilbó első látogatását Smaug átaludta, de azonnal felfedezte az általa eltulajdonított kancsót. A hobbit második behatolásánál már ébren volt, és szót is sikerült váltania vele. Távozása után haragra lobbant, beomlasztotta az alagút bejáratát, amelyen a törpök behatoltak, elpusztította a pónijaikat, majd Esgaroth, a Tóváros ellen indult, ahonnan az ellenségei korábban segítséget kaptak. A fából épült település nem sok problémát okozott a tűzokádó sárkánynak, de mielőtt sikerült volna hazatérnie, Bard, Girion leszármazottja egy nyílvesszővel végzett vele.

## Háttér
Tolkien több karakteréhez hasonlóan Smaugnak is vannak gyökerei az északi irodalomban. A kancsólopásos részhez hasonló eset történt a Béowulfban is. A sárkány ott a bosszúját a tolvaj urán és népén tölti ki. Tolkien, amellett, hogy elismerte: a Beowulf inspirálta a történetet, azt nyilatkozta, hogy a jelenet írásakor nem tudatosult benne a párhuzam, és nem is vehetett volna szerinte a cselekmény itt más irányt.
Bilbó és Smaug párbeszéde hasonlít Szigurd és Fáfnír szóváltásához a Verses Eddában. Végezetül mindhárom szörnnyel (ahogy Tolkien egy másik sárkányával Glaurunggal is) egy alulról jövő szúrás végzett.
Smaug neve az ógermán smugan „lyukon keresztülpréselődni” ige múlt idejű alakja. Tolkien első szövegváltozataiban a Pryftan nevet használta. Neve írása A Gyűrűk Ura régebbi magyar kiadásaiban Szmógként is előfordul.
Tolkien egy korai vázlatában Bilbó ölte volna meg Smaugot.

## Adaptációk
Az 1977-es rajzfilmben Richard Boone szólaltatta meg.
Peter Jackson trilógiájában Smaug eredeti hangját Benedict Cumberbatch adja, valamint ő adta a mozgását is a CGI-jal megteremtett karakternek. A történet nagy vonalakban megegyezik a regénybelivel, de főleg a második filmnél több fővonásban eltér. A sárkány külseje is más, mint Tolkien illusztrációin. Hat végtag helyett (két pár láb, egy pár szárny) csupán négy van, a mellső pár pedig denevérszerű szárny. Nyoma sincs, hogy bőrét a rátapadt arany borítaná. Sebezhetetlensége itt természetes adottság.
A hobbit: Váratlan utazásban Smaug a prológusban bukkan fel, ahogy elfoglalja Erebort, illetve a film záróképein, amint felébred a kincs őrzéséből. Egyik jelenetben sem tűnt fel teljes alakjában, csupán részletiben.
A hobbit – Smaug pusztaságában Bilbó csupán egyszer hatol be a csarnokba és ellopja az Arkenkövet. A törpök sikertelenül megrohamozzák a sárkányt, aki végül dühében indul a Tóváros elpusztítására. A film itt ér végett.
A második film visszatekintéseiből kiderül, hogy a suhatagiak, ahogy a történet idején a Tóvárosiak is, rendelkeztek egy nyílvetővel, amivel megsebezhették volna a sárkányt, de Girion elvétette a lövést. Bard a házában rejteget egy ehhez való nyilat.